# Xstrata
Xstrata plc era una multinacional minera anglo-suiza con sede en Zug, Suiza, y con domicilio social en Londres, Reino Unido. Fue un gran productor de carbón (y el mayor exportador del mundo de carbón térmico), cobre, níquel, vanadio y zinc primaria y el mayor productor del mundo de ferrocromo. Tuvo operaciones en 19 países en África, Asia, Australasia, Europa, América del Norte y América del Sur.
Xstrata tenía una cotización primaria en la Bolsa de Valores de Londres y era un componente del Índice FTSE 100. Tenía una capitalización de mercado de aproximadamente £ 29 mil millones a partir del 23 de diciembre de 2011, por lo que es la decimosexta compañía más grande en la Bolsa de Londres.  Tenía una lista secundaria en el SIX Swiss Exchange.
El 2 de mayo de 2013, la propiedad de Xstrata fue adquirida por Glencore.  Glencore también ha anunciado que ya no usará la marca 'Xstrata' y se eliminará. Glencore Xstrata plc es ahora Glencore plc.
Después de más de un siglo de existencia y una revisión importante de la compañía después de la salida a bolsa invierte en abril de 2014 Q separar los inversores del grupo clave de Xstrata originales de la histórica fusión Glencore.
Su plataforma de inversión global se ha diversificado de su actividad minera principal como una empresa de inversión privada de pleno derecho dedicada a las inversiones directas de larga duración en los sectores de la industria objetivo o en proyectos específicos de inversión estratégica donde la empresa tiene experiencia y puede mejorar el valor.
Xstrata hoy se ha invertido en 51 empresas de cartera en 30 países repartidos en otros sectores de la industria básica y todavía retén importante presencia global dentro en su área de inversión minera central en todos los continentes con 35.000 empleados.

## Historia
La compañía fue fundada en 1926 en Suiza como Südelektra, involucrada en proyectos de infraestructuras y electricidad en Latinoamérica. En 1990, Marc Rich + Co AG se convirtió en el mayor accionista. En la década de 1990 se diversificó dentro del sector de la minería y se eliminaron los sectores no básicos.
Primeramente fue listada en la bolsa de Londres en 2002 al mismo tiempo que adquirió los activos en el sector del carbón de Glencore en Australia y Sudáfrica.
En 2003, dobló su tamaño con la adquisición del productor minero australiano de cobre, zinc y plomo MIM Holdings en una operación de A$2900 millones. Sin embargo, en 2005 fracasó en su intento de adquirir WMC Resources, otro productor minero australiano, que fue adquirido por BHP Billiton, la compañía minera más grande del mundo.
En 2004 Xstrata cerró la compañía recién adquirida Windimurra Vanadium en el Australia Occidental que tuvo el efecto de aumentar los precios de Vanadio de otras plantas productoras de la compañía. Muchos centenares de trabajadores fueron despedidos y ahora muchos australianos occidentales no están dispuestos a volver a ver a Xstrata en otras operaciones mineras en el Estado debido a este hecho.
En agosto de 2005, Xstrata adquirió el 19,9% en Falconbridge Limited, una compañía minera diversificada en la producción de cobre, níquel, aluminio, plomo y zinc. Después de una disputa empresarial con su rival Inco Limited, Xstrata adquirió el restante 80,1% de Falconbridge en agosto de 2006.
En 2006, el Territorio del Norte y los gobiernos respectivos australianos aprobaron la expansión de la mina de zinc del río McArthur, cerca de la popular destinación pesquera de Borrooloola. La expansión requiere la desviación del río en un canal de 5,5 km de largo, para permitir la apertura de una explotación a cielo abierto en el río existente.
En referencia a los tradicionales dueños de la región —los pueblos Yanyuwa, Mara, Garrawa y Gurdanji— el Consejo de la Tierra del Norte lanzó un desafío legal a la decisión del gobierno del Territorio del Norte de aprobar la apertura de la mina y la desviación del río McArthur. El 1 de mayo de 2007, el Tribunal Superior del Territorio del Norte falló a favor del Consejo de la Tierra del Norte para parar la expansión. El 3 de mayo de 2007, el gobierno del Territorio del Norte elaboró una legislación de retrospectiva para anular la decisión del tribunal y permitir la apertura de la mina a cielo abierto.

## Operaciones
Desde el comienzo del nuevo milenio se ha desarrollado a partir de un jugador pequeño en uno de los grupos mineros diversificados más grandes del mundo con la ayuda de una serie de grandes adquisiciones. En 2008, su grado de transnacionalidad según el Índice de Transnacionalidad fue del 93.2 por ciento y obtuvo el primer lugar. [14] Tiene grandes operaciones / proyectos en dieciocho países (Australia, Argentina, Brasil, Canadá, Chile, Colombia, República Dominicana, Alemania, Jamaica, Nueva Caledonia, Noruega, Papúa Nueva Guinea, Perú, Sudáfrica, España, Tanzania, Estados Estados Unidos y el Reino Unido) y es un importante productor de cobre, carbón de coque, carbón térmico, níquel, ferrocromo, vanadio y zinc. Tiene una menor participación de escala en aluminio, oro, plomo y plata. También tiene participaciones en metales del grupo del platino a través de su participación del 24,9% en Lonmin.
En julio de 2012, Xstrata abrió su primera oficina en China continental. China representa hasta un tercio de las ventas globales de Xstrata. La oficina se encuentra en Shanghái.

### Perú

#### Mina Las Bambas
En junio de 2004 adquirió la mina Las Bambas por un total de 135 millones de francos, este yacimiento de cobre consta de 35 000 ha, fue descubierto en los años 60' y se encuentra en la región de Apurimac. Durante los primeros 4 años de explotación (2004-2008), Xstrata no pagó impuestos y a partir del quinto año transfirió 3% de sus ventas anuales. Durante el 2013 esta empresa se fusionó con Glencore International para formar Glencore Xstrata, siendo esta nueva empresa la dueña de la mina Las Bambas.
Aunque, durante el 2014, esta empresa anuncia su venta por US$ 5,850 millones al consorcio estatal chino Minerals and Metals Group (MMG).

#### Mina Tintaya
Durante el 2006 adquiere la mina Tintaya, una mina de cobre que se encuentra ubicada en la región Cusco y fue adquirida por un total de 908 millones de francos suizos. Durante el 2012, en el marco de protestas sociales que dejaron 4 personas fallecidas y la declaración de estado de emergencia en la provincia de Espinar, la mina Tintaya empieza su proceso de cierre. Ese mismo año la Compañía Minera Antapaccay, filial de Glenncore, inicia operaciones en el lugar.

### Carbón Bulga, Australia
Xstrata es actualmente el operador de la Mina Bulga de carbón en Nueva Gales del Sur, Australia. Xstrata ha administrado esta mina en nombre de los accionistas de Bulga Coal Pty Ltd desde 2001 cuando compró Enex Resources Limited de Glencore International AG. El sitio de la mina Bulga Coal sirve como sede de la división NSW de Xstrata Coal.

### Controversia sobre la mina de carbón de Mangoola (Anvil Hill)
En 2007, Xstrata Coal, con sede en Sídney, compró Anvil Hill Coal Mine de Centennial Coal Company.  Desde la compra del Yunque colina de la mina de carbón Xstrata Coal, una filial con sede en Australia de Xstrata PLC, ha estado bajo escrutinio de los medios en numerosas ocasiones en lo que respecta a la gestión de la fase previa a la explotación minera del proyecto minero de la empresa, la mayoría casino cercano escrutinio HA SIDO el enfoque de las relaciones comunitarias de Xstrata Coal hacia la comunidad local, con acusaciones de acciones engañosas en nombre de la empresa que se citan en los medios locales y regionales y en otros canales de comunicación regionales y locales. Esto incluyó la creación de un grupo de acción local en oposición al WAG (Grupo de Acción Wybong).

### Mina George Fisher
En octubre de 2010, el plan de expansión de $ 274 millones de Xstrata para la mina George Fisher en Mount Isa fue aprobado por el gobierno de Queensland.

### Mindanao, Filipinas
La mina de cobre y oro de $ 5.900 millones de Xstrata en la isla de Mindanao, en el sur de Filipinas, se retrasó tres años hasta 2019 debido a preocupaciones de seguridad y obstáculos regulatorios establecidos por el gobierno local. Fue el mayor proyecto de IED en Filipinas.

## Relación con Glencore
Xstrata también es conocida por su asociación con la empresa de comercio de materias primas Glencore, que los medios de comunicación señalan por haber mantenido acuerdos ilegales con estados parias. Ha sido reportado que Glencore sirve como un socio de marketing de Xstrata. A 2006, los líderes de Glencore Willy Strothotte y Ivan Glasenberg son miembros del consejo de administración de Xstrata, que preside Strothotte. De acuerdo con el The Sunday Times, Glencore controla el 40% de las acciones de Xstrata y ha designado a Mick Davis director ejecutivo CEO de Xstrata.

## Administradores
| Nombre                | Puesto                    | Área de Trabajo               | Estudios                                                                                             | Años en el cargo |
| --------------------- | ------------------------- | ----------------------------- | --- | ---------------- |
| Michael Davis Ohara   | Director general          | Desarrollo Económico          | Magíster en Administración, Doctor en Análisis Financiero, Posdoctorado en Administración            | 11               |
| Trevor Reid Von Dihel | Director de Negociaciones | Desarrollo Socio-Gremial      | Magíster en Administración, Magíster en Negociación Internacional, Doctor en Políticas Internacional | 10               |
| Josep Zuloaga i       | Director de Mantenimiento | Desarrollo de Infraestructura | Especialista en Manejo Integrado de Medio Ambiente, Magíster en Ingeniería Mecánica                  | 2                |

## Otras lecturas
- Ammann, Daniel (2009). The King of Oil: The Secret Lives of Marc Rich. Nueva York: St. Martin‘s Press. ISBN 0-312-57074-0.